# Nervio tibial
El nervio tibial o nervio ciático popliteo interno es una rama del nervio ciático. El nervio tibial pasa a través de la fosa poplítea, para pasar bajo el arco del sóleo.(( Es más largo y nos ayuda a mover nuestro pie)).

## Anatomía
En la fosa poplítea da ramas para inervar los músculos gastrocnemio, poplíteo, sóleo, y plantar delgado, una rama articular, para la rodilla, y una rama cutánea, que se convertirá en el nervio sural. Este nervio sural también se forma con fibras que vienen del nervio fibular común, y va a inervar el lado lateral del pie.
Bajo el sóleo corre junto a la tibia, y da ramas para el tibial posterior, el flexor largo de los dedos, y el flexor largo del hallux.
El nervio pasa al pie, por posterior al maléolo medial, luego por debajo del retináculo flexor, en compañía de la arteria tibial posterior.
El nervio tibial da tres ramos terminales:
Primera: Nervio calcáneo medial, a la altura del maleolo tibial, antes del retináculo flexor que forma el techo del túnel tarsal, y quedando por fuera de éste. Dicho nervio de ramas calcáneas mediales que recogen la sensibilidad del área medial del calcáneo. 
Segundas: tras emitir el nervio calcáneo medial, y justo antes de introducirse bajo el retináculo flexor, se bifurca en:
1. 1.Nervio plantar mediaL: El nervio plantar medial inerva: el músculo abductor del dedo gordo, el flexor corto de los dedos, el flexor corto del hallux y el primer lumbrical. La distribución cutánea del plantar medial es la parte medial de la planta, y los tres dedos y parte medial del cuarto dedo.
2. Nervio plantar lateral: El nervio plantar lateral inerva: el músculo cuadrado plantar, el flexor corto del meñique, el aductor del dedo gordo, los interóseos, tres lumbricales, y el abductor del meñique. La inervación cutánea es la planta lateral, parte lateral del cuarto dedo y quinto dedo. 

## Imágenes adicionales

Sección transversal de la pierna.
Distribución de los nervios cutáneos en la piel de la extremidad inferior.
Diagrama de la inervación de la planta del pie.

- Datos: Q1978198